# 236851 Chenchikwan
236851 Chenchikwan è un asteroide della fascia principale. Scoperto nel 2007, presenta un'orbita caratterizzata da un semiasse maggiore pari a 2,6526336 UA e da un'eccentricità di 0,1703171, inclinata di 1,07137° rispetto all'eclittica.